# Капитонов, Павел Михайлович
Павел Михайлович Капитонов (10 августа 1976) — российский и таджикистанский борец вольного стиля. Призёр чемпионата России. Ныне тренер.

## Биография
В марте 2001 года в финале чемпионата России уступил Дугару Жамсуеву из Бурятии и стал серебряным призёром. В июле 2001 года неудачно выступил на Гран-При в Красноярске. В октябре 2001 года в хорватском Сплите стал чемпионом мира среди студентов. С 2004 года выступает за Таджикистан, в составе которого пробовал отобраться на Олимпиаду в Афины, однако успеха не достиг. В апреле 2004 года на чемпионате Азии в Тегеране занял 5 место. После окончания спортивной карьеры работает тренером в якутском РУОР имени Романа Дмитриева. Отличник физической культуры и спорта Якутии. 

## Спортивные результаты
- Чемпионат России по вольной борьбе 2001 — ;
- Чемпионат мира по борьбе среди студентов 2001 — ;
- Чемпионат Азии по борьбе 2004 — 5;

## Известные воспитанники
- Белолюбский, Айаал Иванович[4].